# 雲特史比斯足球會
雲特史比斯足球會是一家已解散的拉脫維亞足球俱樂部，位於文茨皮尔斯。雲特史比斯於1997年至2020年間參加拉脫維亞超級足球聯賽，曾奪得6次聯賽冠軍及7次拉脫維亞盃冠軍。2021年，该俱乐部解散。

## 歷史
雲特史比斯成立於1997年，由兩家位於文茨皮尔斯的球會：雲特足球會（FK Venta）及拿夫迪足球會（FK Nafta）合并而成。

### 前身

#### 雲特
1963年，雲特足球會在文茨皮尔斯成立並參與拉脫維亞的足球聯賽。1967年，球隊贏得拉脫維亞盃，這是球隊首項錦標。1969年，雲特以43分（20勝3和3負）贏得聯賽冠軍。
好景不常，球隊於1970年代因失去了贊助商而戰績倒退，甚至一度淪為業餘球隊。1994年，雲特終於升回到甲組聯賽，但在同市球隊拿夫迪於1995成立后，許多球員便開始離開。

#### 拿夫迪
拿夫迪足球會成立於1995年，在球隊成立的首個球季即得到晉級甲組聯賽的資格。翌年，拿夫迪更於甲組聯賽取得高於雲特的排名，這促使這兩家球會於賽季結束後合併。

### 雲特史比斯
1997年，雲特與拿夫迪合併為雲特史比斯足球會，並於1997年開始參加聯賽。由於合併後球隊實力變强，因此逐漸取得更高的成就。雲特史比斯於2003年首次贏得拉脫維亞盃，並且於2004年及2005年贏得拉脫維亞超級盃。在2006–2008年的三年間，球隊成功蟬聯聯賽冠軍，成爲聯賽豪門之一。
1999年，雲特史比斯首次參與圖圖盃，球隊經過兩回合後成功淘汰了挪威的華拉倫加。
2000年，雲特史比斯首次參與歐洲足協盃。此後球隊多次與著名球隊交手，例如德國的史特加、挪威的洛辛堡、丹麥的邦比與及英格蘭的紐卡素。在這些比賽中，雲特史比斯於客場以0–0逼和紐卡素可說是球隊於2009年前的取得的最高成就。
2007年，雲特史比斯首次參與欧洲冠军联赛。球隊首先對陣威爾斯球隊TNS全網絡，在兩回合戰成4–4平的情況下，憑藉客場入球優勢晉級。隨後球隊遇上奧地利球隊薩爾茨堡紅牛，最終以兩回合0–7不敵。
2008年，雲特史比斯再次參與欧洲冠军联赛。此次首先對陣的對手是威爾斯球隊，球隊以兩回合4–1擊敗對手晉級。次回合遇上挪威球隊白蘭恩，最終兩回合戰成2–2平，因客場入球劣勢被淘汰。

### 取消资格及解散
由于涉及“打假球、行贿及腐败”和“违反比赛的正直性”等原因，欧洲足联在2021年6月9日禁止该俱乐部在将来7年内（包括2027–28赛季）参赛。俱乐部随之在2021赛季中期解散。2024年1月19日，俱乐部正式清算。

## 荣誉
- 拉脫維亞超級足球聯賽
  - 冠军 (6): 2006, 2007, 2008, 2011, 2013, 2014
- 拉脫維亞盃
  - 冠军 (7): 2003, 2004, 2005, 2007, 2010–11, 2012–13, 2016–17
- 波羅的海聯賽
  - 冠军 (1): 2009–10
- 利伏尼亞盃
  - 冠军 (1): 2008

## 外部連結
- 球會网站 （页面存档备份，存于） （英文）